# Olopioco
Olopioco är en ort i Mexiko.   Den ligger i kommunen Cuetzalan del Progreso och delstaten Puebla, i den sydöstra delen av landet, 180 km öster om huvudstaden Mexico City. Olopioco ligger 653 meter över havet och antalet invånare är 149.
Terrängen runt Olopioco är huvudsakligen kuperad, men åt sydost är den bergig. Runt Olopioco är det tätbefolkat, med 383 invånare per kvadratkilometer. Närmaste större samhälle är Ciudad de Cuetzalan, 4,8 km sydväst om Olopioco. I omgivningarna runt Olopioco växer huvudsakligen savannskog.